# Meszes Tóth Gyula
Meszes Tóth Gyula (Rákosszentmihály, 1931. január 23. – Budapest, 2010. augusztus 6.) magyar szobrász- és éremművész.

## Életpályája
Tanulmányait 1947 és 1951 között a  Szépműves Líceumban folytatta Budapesten, ahol tanára Somogyi József volt,  majd 1953 és 1959 között  Magyar Képzőművészeti Főiskolát végezte el Budapesten, ahol mesterei  Gyenes Tamás és Kisfaludi Strobl Zsigmond voltak. Az 1960-as években elsősorban kisplasztikákat készített, majd egyre nagyobb teret kapott munkásságában az éremművészet. Hagyományos technikával, bronzból öntött érmei erősen kubisztikus formavilágot képviselnek.

## Kiállításai

### Csoportos kiállítások (válogatás)
- 1977, 1985 - 2005 Országos Érembiennále, Sopron
- 1969, 1974 - 1991, 1999 Országos Kisplasztikai Biennále, Pécs
- 1992 - 1998 FIDEM -kiállítás, London, Budapest (Magyar Nemzeti Galéria), Neuchâtel (Svájc), Hollandia (Rijks M.).

### Egyéni kiállításai (válogatás)
- 1967 Mednyánszky Terem, Budapest
- 1988 Művelődési Központ, Törökszentmiklós
- 1995 Lenau-ház, Pécs
- 1995 Lábasház, Sopron

## Díjai, elismerései (válogatás)
- 1963 Stúdió-kiállítás, III. díj
- 1964 - 1967 Derkovits-ösztöndíj
- 1985 Fegyveres Erők Kőpzőművészeti Pályázata, I. díj, Szentendre
- 1985 Salgótarjáni Tavaszi Tárlat, nívódíj
- 1986 Képcsarnok Kisplasztikai Pályázat, I. díj
- 1989 VII. Országos Érembiennále, Sopron, a rendezőbizottság díja
- 1991 VIII. Országos Érembiennále, Sopron, a Művelődésügyi Minisztérium díja
- 1993 IX. Országos Érembiennále, Sopron, Ferenczy Béni-díj
- 1997 XI. Országos Érembiennále, Sopron, a Magyar Képzőművészek és Iparművészek Szövetsége díja.
- 2006 Emlékeink '56, éremkiállítás, Budapest,  I. díj

## Köztéri munkái (válogatás)
- Kálmán Imre-portré (ruskicai márvány, 1961, Siófok, park)
- Keskeny János (mészkő portré, 1962, Szolnok, Tanácsháza)
- Hőgyes Endre-portré (mészkő, 1969, Hajdúszoboszló, Hőgyes E. Gimnázium)
- Landler Jenő-portré (bronz, 1969, Debrecen, Landler J. Gimnázium)
- Kármán Tódor-portré (bronz, 1969, Budapest, Városliget, Közlekedési Múzeum)
- Tornászlány (bronz, 1970, Kiskunfélegyháza, Iparitanuló Iskola)
- Csillag (mészkő térplasztika, 1970, Szeged, patika belső tere)
- Irinyi János és Irinyi József (bronzrelief, 1974, Debrecen, Református Kollégium)
- Kálmán Imre-portré (bronz, 1981, Bécs, Operett-színház)
- Madár-játszóplasztika (mészkő, 1975, Szeghalom, Iskola)
- Kálmán Imre-portré (bronz, 1976, Bécs, Türkenschanzpark)
- Kálmán Imre-portré (bronz, 1977, Salzburg)
- Kálmán Imre-portré (bronz, 1982, Budapest, Fővárosi Operett Színház)
- Zalka Máté-portré (bronz, 1987, Budapest, X. ker., Zalka Máté tér[?])
- Ilku Pál-portré (bronz, 1988, Budapest, HM)
- II. világháború emlékműve (bronz, 1990, Eszteregnye)
- II. világháború emlékműve (1990, Újszász)
- II. világháború emlékműve (bronz, 1990, Vép)
- Katonasirató (bronz, 1990, Újszász)
- Kálmán Imre-portré (bronz, 1993, Budapest).